# بندكت الثاني
البابا القديس بندكت الثاني (باللاتينية: Benedictus II) هو بابا الكنيسة الكاثوليكية بين عامي 684 و685.
انتخب البابا بندكت الثاني لكرسي البابوية خلفا للبابا ليون الثاني سنة 583، ولكنه لم يرسّم إلا في العام التالي لتأخر وصول مرسوم الإمبراطور البيزنطي قسطنطين الرابع بإقرار هذا الانتخاب.
جرى في عهد بندكت الثاني ـ الذي دام لأقل من عام واحد ـ ترميم العديد من كنائس روما.
توفي بندكت الثاني في 5 مايو 685.